# Тарасенко, Сергей Анатольевич
Сергей Анатольевич Тарасенко (род. 10 марта 1977 года) — российский учёный-физик, специалист в области физики полупроводников, член-корреспондент РАН (2022).

## Биография
Родился 10 марта 1977 года.
В 2000 году — окончил Санкт-Петербургский государственный технический университет (бывший Политехнический институт, магистр «Техническая физика»).
После окончания ВУЗа — работает в Физико-техническом институте имени А. Ф. Иоффе РАН (ФТИ имени А. Ф. Иоффе), в настоящее время — ведущий научный сотрудник сектора теории квантовых когерентных явлений в твердом теле.
В 2003 году — защитил кандидатскую диссертацию, тема: «Эффекты спин-орбитального взаимодействия в двумерном электронном газе».
В 2009 году — защитил докторскую диссертацию, тема: «Спиновые и фотогальванические эффекты в полупроводниковых гетероструктурах».
С 2010 по 2017 годы — профессор СПбГПУ.
С 2016 года — заведующий кафедрой теоретической физики, профессор Академического университета имени Ж. И. Алфёрова.
В 2016 году — присвоено почётное учёное звание профессора РАН.
В 2022 году — избран членом-корреспондентом РАН от Отделения физических наук.

## Общественная позиция
В феврале 2022 года подписал открытое письмо российских учёных и научных журналистов с осуждением вторжения России на Украину и призывом вывести российские войска с украинской территории.

## Научная деятельность
Область научных интересов: спиновые и кинетические явления в полупроводниках и полупроводниковых структурах, графен, топологические изоляторы.
Основные результаты:
- предсказал эффект спин-зависимого туннелирования электронов в гетероструктурах;
- развил теорию оптической генерации спиновых и долинных токов в полупроводниках (открытие и исследование спин-гальванического эффекта и эффекта оптической генерации спиновых и долинных токов без переноса электрического заряда);
- предложил и исследовал микроскопические механизмы фотогальванических, спин-гальванических и нелинейных оптических эффектов в квантовых ямах, двумерных кристаллах и топологических изоляторах;
- разработал теорию тонкой структуры дираковских состояний в топологических изоляторах на основе нецентросимметричных кристаллов;
- разработал теорию пространственно-временных флуктуаций спиновой плотности, формирования и релаксации долгоживущей спиновой спирали в квантовых ямах;
- развил теорию оптической ориентации, спиновой динамики и релаксации многоэлектронных центров окраски в полупроводниках.

Член редакционной коллегии «Журнала технической физики».

## Награды
- Премия имени Л. Эйлера Правительства СПб и СПбНЦ РАН в области естественных и технических наук (для молодых ученых в возрасте до 35 лет) за 2010 год — за цикл работ «Спиновые и фотогальванические эффекты в полупроводниковых наноструктурах»[5]
- Победитель конкурсов на право получения грантов Президента Российской Федерации (для молодых кандидатов наук (2005, 2007), для молодых докторов наук (2009, 2012, 2014), победитель конкурсов молодых физиков Фонда Дмитрия Зимина «Династия» (2003 — как кандидат наук и 2009 — как доктор)
- Медаль ордена «За заслуги перед Отечеством» II степени (15 февраля 2024 года) — за большой вклад в развитие отечественной науки, многолетнюю плодотворную деятельность и в связи с 300-летием со дня основания Российской академии наук[6]